# Gypsophila sericea
Gypsophila sericea är en nejlikväxtart som först beskrevs av Nicolas Charles Seringe och Dc., och fick sitt nu gällande namn av Porphyriy Nikitich Krylov. Gypsophila sericea ingår i släktet slöjor, och familjen nejlikväxter. Inga underarter finns listade i Catalogue of Life.